# Inel kagan
Inel kagan ([𐰃𐰤𐰠:𐰴𐰍𐰣] Napaka: {{Jezik-xx}}: transliteration text not Latin script (pos $1) (pomoč), kitajsko: 拓西可汗; pinjin: Tuoxīkèhán) je bil tretji kagan Drugega turškega kaganata, * ni znano, 716. 

## Obdobje Kapagan kagana
Inel je aktivno sodeloval v vojnih pohodih svojega očeta. Postal je nižji kagan in od očeta dobil 40.000 vojakov zahodnega krila. Kitajci so ga zato leta 699 poimenovali Tuoši Kehan (拓西可汗, dobesedno širitelj zahoda). 
Leta 711 in 712 je sodeloval je v bitkah proti muslimanskim osvajalcem Transoksanije. Sodeloval je tudi pri obleganju Beitinga leta 714, kjer je bil ubit njegov brat Tong Tigin. 

## Vladanje
V boju za prestol ga je ubil Kul Tigin, drugi sin Ilteriš kagana. Nekateri pisci. pravijo, da bi morala po zakonu o nasledstvu oblast preiti z vladarja na njegove mlajše brate, preden bi se  vrnila na njegove sinove. Zakonit red nasledsva je torej bil Ilteriš kagan, njegov brat Kapagan kagan, nato Ilteriševa sinova Bilge kagan in Kul Tigin. Inel kot Kapaganov sin torej ni imel nobene pravice do prestola. Drugi pisci obravnavajo zadevo kot državni udar brez omembe pravil o nasledstvu.